# Sybren Stijweg
Sybren Stijweg (Roosendaal, 17 december 1999) is een Nederlandse handbalspeler van het Limburgse Bevo HC.
Stijweg begon bij Internos in Etten-Leur met handbal, waar hij in 2015 landskampioen voor B-jeugd werd. Na de landstitel voor B-teams vertrok Stijweg naar Bevo HC. Waar hij in 2017 voor het eerste team uit kwam in de BENE-League. In 2018 won hij de nationale beker met Bevo.